# Otidiphaps noble
Otidiphaps nobilis, Otidiphaps · Otidiphabinae
Sous-famille
Genre
Espèce
Statut de conservation UICN

CR : 
En danger critique
L'Otidiphaps noble (Otidiphaps nobilis) ou Auwo, unique représentant du genre Otidiphaps et de la sous-famille des Otidiphabinae, est une espèce d'oiseaux de la famille des Columbidae.

## Dénomination
Le nom Pigeon-faisan est parfois préféré à Otidiphaps.

## Répartition
Il est endémique de Nouvelle-Guinée.

## Systématique
D'après la classification de référence (version 13.1, 2023) du Congrès ornithologique international, cette espèce est constituée des sous-espèces suivantes (ordre phylogénique) ,:
- Otidiphaps nobilis aruensis Rothschild, 1928 – Otidiphaps à cou blanc : Vit sur les îles Aru. Pas de crête, nuque blanchâtre, cou et poitrine bleu-vert, abdomen noir violacé.
- Otidiphaps nobilis nobilis Gould, 1870 – Otidiphaps à cou vert : la sous-espèce nominale. Vit sur les îles Waigeo, Batanta, Yapen, la péninsule de Doberai et dans l'ouest et le nord de la Nouvelle Guinée. Crête sombre, nuque verte iridescente, dessous bleu-violet, iris rouge.
- Otidiphaps nobilis cervicalis Ramsay, 1880 – Otidiphaps à cou gris : VIt dans l'est de la Nouvelle-Guinée.
- Otidiphaps nobilis insularis Salvin & Godman, 1883 – Otidiphaps à cou noir : Vit uniquement sur l'île de Fergusson. Pas de crête, tête et nuque noires, dos pâle.

Cette classification est généralement celle retenue ; elle est également adoptée par Clements et chez Beehler & Pratt.
Cependant, Handbook of the Birds of the World fait le choix de diviser cette espèce en quatre, chaque sous-espèce devenant une espèce distincte. L'UICN adopte également cette classification et associe un statut à chacune des quatre espèces. Il n'y a pas de justification particulière pour l'une ou l'autre classification.

## L'otidiphaps noble et l'humain

### Conservation
Les sous-espèces nobilis et cervicalis sont considérées comme des préoccupations mineures par l'UICN, malgré leur population en diminution ; aruensis est considérée comme vulnérable, et insularis est en danger critique d'extinction.
La sous-espèce insularis est en particulier longtemps restée un mystère car le dernier individu observé datait de 1882, mais a connu un regain d'intérêt en 2022 lorsqu'une expédition parvient à repérer deux individus à l'aide de pièges photographiques, ainsi que les indications d'un chasseur local. Cette expédition faisait partie d'un effort mondial pour la recherche d'oiseaux « perdus », dont le pigeon-faisan à nuque noire ne fait désormais plus partie. Cette découverte a généré un considérable intérêt médiatique pour l'espèce, qui reste tout de même en danger d'extinction,,.